# Val (Hanušovická vrchovina)
Val (německy Schanzenberg) je vrchol v České republice ležící na severozápadním okraji pohoří Hanušovická vrchovina.

## Poloha
Val se nachází v Hanušovické vrchovině asi 2,5 km severozápadně od nejvyššího vrcholu Jeřábu a asi 2 km východně od města Králíky. V rámci geomorfologického okrsku Červenopotoční kotlina a podokrsku Hedečská vrchovina je nejvyšším vrcholem. Je součástí rozsochy, která z Jeřábu vybíhá severozápadním směrem. Od Jeřábu Val na jihovýchodě odděluje nehluboké sedlo, na severozápadě rozsocha klesá k nižším vrcholům Mariánskému kopci a Veselce. Na jihozápadě sousedí s vrcholem Lískovce. Svahy na stranách mimo směry k sousedním vrcholům vykazují velké převýšení. Samotný vrchol Valu je plochý a protáhlý, orientovaný severojižním směrem.

## Vodstvo
Vrchol Valu se nachází na hlavním evropském rozvodí Severního a Černého moře. Východní svah Veselky je odvodňován Zlatým potokem, který je pravým přítokem řeky Moravy, ostatní svahy pak přítoky Tiché Orlice.

## Stavby
Vrcholová část Valu je prosta vyššího porostu, do západního svahu vystupuje zástavba Králické místní části Kopeček. V červenci roku 2003 byla u cesty jižně od vrcholu zpřístupněna železná rozhledna o výšce 34 metrů s vyhlídkovou plošinou ve výšce 22 metrů. Rozhledna je volně a na vlastní nebezpečí přístupná. Z plošiny je výhled na Králický Sněžník, Hrubý Jeseník, Hanušovickou vrchovinu, Orlické hory, Bystřické hory a do Kladské kotliny.

## Komunikace
Přes vrcholovou plošinu poněkud západněji od vlastního vrcholu je vedena zpevněná komunikace spojující ves Kopeček se silnicí Horní Orlice – Horní Hedeč. Po komunikaci je vedena žlutě značená turistická trasa 7275 z Králík do Šumperka a bíle značená cyklistická trasa 4077.